# Julio Gros
Julio Gros y Fernández (c. 1862-1893) fue un ilustrador y dibujante español.

## Biografía
Nació en la ciudad alavesa de Vitoria a comienzos de la década de 1860. Pintor y discípulo de Alejandro Ferrant, trabajó como dibujante de prensa en publicaciones como La Risa y Blanco y Negro, además de ilustrar libros como Cantares, de Luis González López. Falleció a finales de 1893 en Madrid, a la edad de treinta y un años, a raíz de un corte en el dedo y una infección posterior, al menos según Álvarez Sereix. Fue sepultado en el cementerio de la Almudena.